# Tychonowyczi
Tychonowyczi (ukr. Тихоновичі) – wieś na Ukrainie, w obwodzie czernihowskim, w rejonie koriukowskim. W 2001 liczyła 855 mieszkańców, spośród których 842 wskazało jako ojczysty język ukraiński, 7 rosyjski, 1 mołdawski, 1 bułgarski, a 4 białoruski.